# GLAAD Media Awards 1999
La 10ª edizione dei GLAAD Media Awards si è tenuta nel 1999. Le cerimonie di premiazione hanno avuto luogo a New York il 28 marzo, a Los Angeles il 17 aprile e a Washington l'8 maggio.

## Riconoscimenti Speciali
- Vanguard Award: Whoopi Goldberg e Larry King
- Vito Russo Entertainer Award: RuPaul
- Stephen F. Kolzak Award: Melissa Etheridge e Julie Cypher
- Capitol Award: Armistead Maupin

## Premi

### Miglior film della grande distribuzione
- Demoni e dei
- L'oggetto del mio desiderio
- The Opposite of Sex - L'esatto contrario del sesso
- Wilde

### Miglior film della piccola distribuzione
- High Art
- Il bagno turco
- Il giardino dei ricordi
- Velvet Goldmine

### Miglior documentario
- Out of the Past
- Dear Jesse
- Neighborhoods: The Hidden Cities of San Francisco - The Castro
- The Brandon Teena Story
- The Real Ellen Story

### Miglior serie commedia
- Will & Grace
- Ellen
- Spin City
- Susan
- The Drew Carey Show

### Miglior serie drammatica
- Chicago Hope
- Homicide
- Linc's

### Miglior episodio serie TV
- "Tracey Takes On Religion", Tracey Takes On...
- "Inseparabili", E.R. - Medici in prima linea
- "Eric's Buddy", That '70s Show
- "Options", Welcome to Paradox

### Miglior film per la televisione
- More Tales of the City
- Blind Faith
- Gia
- Improbabili amori
- My Own Country

### Miglior talk show
- The View
- The Oprah Winfrey Show